# Кавадар
Кавадар је насеље у Србији у општини Рековац у Поморавском округу. Према попису из 2022. било је 311 становника.
Овде се налази Запис храст код школе (Кавадар).

## Историја
До Другог српског устанка Кавадар се налазио у саставу Османског царства. Након Другог српског устанка Кавадар улази у састав Кнежевине Србије и административно је припадао Јагодинској нахији и Левачкој кнежини све до 1834. године када је Србија подељена на сердарства.

## Демографија
У насељу Кавадар живи 386 пунолетних становника, а просечна старост становништва износи 47,7 година (44,2 код мушкараца и 50,8 код жена). У насељу има 180 домаћинстава, а просечан број чланова по домаћинству је 2,53.
Ово насеље је великим делом насељено Србима (према попису из 2002. године), а у последња три пописа, примећен је пад у броју становника.
|  |

| Демографија | Демографија | Демографија |
| Година      | Становника  | Становника  |
| ----------- | ----------- | ----------- |
| 1948.       | 1.069       |             |
| 1953.       | 1.050       |             |
| 1961.       | 856         |             |
| 1971.       | 742         |             |
| 1981.       | 633         |             |
| 1991.       | 541         | 535         |
| 2002.       | 456         | 472         |

| Етнички састав према попису из 2002.‍ | Етнички састав према попису из 2002.‍ | Етнички састав према попису из 2002.‍ | Етнички састав према попису из 2002.‍ | Етнички састав према попису из 2002.‍ |
| ------------------------------------ | ------------------------------------ | ------------------------------------ | ------------------------------------ | ------------------------------------ |
|                                      |                                      |                                      |                                      |                                      |
| Срби                                 | Срби                                 |                                      | 454                                  | 99,56%                               |
| Црногорци                            | Црногорци                            |                                      | 1                                    | 0,21%                                |
| Македонци                            | Македонци                            |                                      | 1                                    | 0,21%                                |
| непознато                            | непознато                            |                                      | 0                                    | 0,0%                                 |

| Кавадар у пописима Јагодинске нахије — од 1818. до 1829.                          |       |       |       |       |       |       |          |       |       |       |       |       |
| Година пописа                                                                     | 1818. | 1819. | 1820. | 1821. | 1822. | 1823. | 1824/25. | 1825. | 1826. | 1827. | 1828. | 1829. |
| Куће                                                                              | 26    | 27    | 27    | 27    | 28    | 27    | 30       | 31    | 33    | 33    | 35    | 33    |
| Пореске главе*                                                                    | -     | 36    | 40    | 40    | 41    | 40    | 47       | 45    | 45    | 45    | 43    | 42    |
| Арачке главе**                                                                    | 80    | 81    | 81    | 96    | 86    | 86    | 92       | 90    | 96    | 102   | 105   | 106   |
| *Пореске главе = Ожењени мушкарци \| ** Арачке главе = Мушкарци од 7 до 70 година |       |       |       |       |       |       |          |       |       |       |       |       |

| Година пописа     | 1948. | 1953. | 1961. | 1971. | 1981. | 1991. | 2002. |
| ----------------- | ----- | ----- | ----- | ----- | ----- | ----- | ----- |
| Број домаћинстава | 206   | 211   | 209   | 217   | 204   | 178   | 180   |

| Број чланова      | 1  | 2  | 3  | 4  | 5 | 6  | 7 | 8 | 9 | 10 и више | Просек |
| ----------------- | -- | -- | -- | -- | - | -- | - | - | - | --------- | ------ |
| Број домаћинстава | 60 | 47 | 30 | 23 | 7 | 10 | 0 | 2 | 1 | 0         | 2,53   |

| Пол    | Укупно | Неожењен/Неудата | Ожењен/Удата | Удовац/Удовица | Разведен/Разведена | Непознато |
| ------ | ------ | ---------------- | ------------ | -------------- | ------------------ | --------- |
| Мушки  | 188    | 57               | 114          | 14             | 2                  | 1         |
| Женски | 213    | 29               | 113          | 68             | 3                  | 0         |
| УКУПНО | 401    | 86               | 227          | 82             | 5                  | 1         |

| Пол    | Укупно                    | Пољопривреда, лов и шумарство | Рибарство                            | Вађење руде и камена | Прерађивачка индустрија       |
| ------ | ------------------------- | ----------------------------- | ------------------------------------ | -------------------- | ----------------------------- |
| Мушки  | 100                       | 38                            | 0                                    | 0                    | 33                            |
| Женски | 40                        | 21                            | 0                                    | 0                    | 7                             |
| УКУПНО | 140                       | 59                            | 0                                    | 0                    | 40                            |
| Пол    | Производња и снабдевање   | Грађевинарство                | Трговина                             | Хотели и ресторани   | Саобраћај, складиштење и везе |
| Мушки  | 2                         | 1                             | 8                                    | 0                    | 5                             |
| Женски | 0                         | 1                             | 1                                    | 1                    | 2                             |
| УКУПНО | 2                         | 2                             | 9                                    | 1                    | 7                             |
| Пол    | Финансијско посредовање   | Некретнине                    | Државна управа и одбрана             | Образовање           | Здравствени и социјални рад   |
| Мушки  | 0                         | 1                             | 1                                    | 2                    | 2                             |
| Женски | 0                         | 0                             | 2                                    | 4                    | 0                             |
| УКУПНО | 0                         | 1                             | 3                                    | 6                    | 2                             |
| Пол    | Остале услужне активности | Приватна домаћинства          | Екстериторијалне организације и тела | Непознато            | Непознато                     |
| Мушки  | 0                         | 0                             | 0                                    | 7                    | 7                             |
| Женски | 0                         | 0                             | 0                                    | 1                    | 1                             |
| УКУПНО | 0                         | 0                             | 0                                    | 8                    | 8                             |